# Ляхово (Кармаскалинский район)
Ляхово (баш. Ляхов) — деревня в Кармаскалинском районе Республики Башкортостан Российской Федерации. Входит в состав  Подлубовского сельсовета. 

## География

### Географическое положение
Расстояние до:
- районного центра (Кармаскалы): 40 км,
- центра сельсовета (Подлубово): 9 км,
- ближайшей ж/д станции (Чишмы): 39 км.

## История
Указом Президиума Верховного Совета Республики Башкортостан от 14 мая 1993 года № 6-2/207 Посёлок Ляховского училища механизации сельского хозяйства Подлубовского сельсовета был переименован в деревню Ляхово.

## Население
| 2002 | 2009 | 2010 |
| ---- | ---- | ---- |
| 134  | ↘122 | ↘94  |

Национальный состав
Согласно переписи 2002 года, преобладающие национальности — русские (48 %), башкиры (40 %).